# Carlos Trullet
Carlos Alberto Trullet (El Trébol, Provincia de Santa Fe, Argentina; 21 de octubre de 1949) es un exfutbolista y actual director técnico argentino. Jugaba como mediocampista central, aunque también podía desempeñarse como marcador central, y su primer equipo fue Estudiantes de La Plata. Su último club antes de retirarse fue Emelec de Ecuador. Es padre de Lautaro Trullet.
Actualmente es el entrenador de Ben Hur de Rafaela en el Torneo Regional Amateur.

## Trayectoria

### Como jugador
Empezó su carrera profesional en Estudiantes de La Plata, con el cual ganó las Copas Libertadores de 1969 y 1970 y la Copa Interamericana 1968. En 1971 fue trasferido a Colón de Santa Fe, club donde jugó hasta 1974. A mediados de ese año pasó a Atlético Regina para jugar el Torneo Nacional. En 1975 se sumó a Unión de Santa Fe, que recién había ascendido a Primera División, hasta 1977. En 1978 pasó a Emelec de Ecuador, donde finalmente se retiró ese mismo año.

### Como entrenador
Comenzó en Temperley en 1983 siendo ayudante de campo de Humberto Zuccarelli, a quien luego acompañó también en Estudiantes de La Plata, Quilmes y Unión de Santa Fe, donde lograron el histórico ascenso en 1989 tras derrotar en las finales a Colón, el clásico rival.
En 1990 asumió como entrenador en Unión de Santa Fe, equipo que condujo hasta 1991. En 1993 fue llamado para dirigir a Gimnasia y Esgrima de Concepción del Uruguay, que militaba en la liga local, donde estuvo hasta 1994. Al año siguiente pasó a Patronato de Paraná. 
En 1995 regresó a Unión de Santa Fe, donde logró el ascenso a Primera División en 1996. Entre 1998 y 1999 dirigió a Quilmes en la Primera B Nacional. En el 2001 fue entrenador de Platense, con el que descendió a la Primera B Metropolitana al año siguiente. Más tarde condujo a Ben Hur de Rafaela, club con el que se consagró campeón del Torneo Argentino A en 2005. Entre 2006 y 2007 tuvo su tercer ciclo como técnico de Unión de Santa Fe . 
En 2008 fue entrenador de Ferro, para luego asumir como técnico en Atlético Rafaela, club con el que obtuvo el título de campeón de la Primera B Nacional en 2011, ascendiéndolo así a Primera División. Debido a los malos resultados y desentendimientos con los jugadores, dejó su cargo en 2012. 
Pocos días después de haber renunciado en la Crema, se produjo su regreso a Ferro. En 2013 tuvo su segunda etapa en Ben Hur de Rafaela junto a su hijo Lautaro, a quien luego dejó al mando del equipo para irse a dirigir a Boca Unidos de Corrientes.

## Clubes

### Como jugador
| Club                    | País      | Año       |
| ----------------------- | --------- | --------- |
| Estudiantes de La Plata | Argentina | 1969-1970 |
| Colón de Santa Fe       | Argentina | 1971-1974 |
| Atlético Regina         | Argentina | 1974      |
| Unión de Santa Fe       | Argentina | 1975-1977 |
| Emelec                  | Ecuador   | 1978      |
| Atlético Paraná         | Argentina | 1978-1979 |

### Como asistente técnico
| Club                    | País      | Año       |
| ----------------------- | --------- | --------- |
| Temperley               | Argentina | 1983-1984 |
| Estudiantes de La Plata | Argentina | 1985      |
| Quilmes                 | Argentina | 1986-1988 |
| Unión de Santa Fe       | Argentina | 1988-1990 |

### Como entrenador
| Club                      | País      | Año       |
| ------------------------- | --------- | --------- |
| Unión de Santa Fe         | Argentina | 1990-1991 |
| Gimnasia y Esgrima (CdU)  | Argentina | 1993-1994 |
| Patronato de Paraná       | Argentina | 1995      |
| Unión de Santa Fe         | Argentina | 1995-1997 |
| Quilmes                   | Argentina | 1998-1999 |
| Godoy Cruz de Mendoza     | Argentina | 1999-2000 |
| Atlético Tucumán          | Argentina | 2000-2001 |
| Platense                  | Argentina | 2001-2002 |
| Ben Hur de Rafaela        | Argentina | 2003-2006 |
| Unión de Santa Fe         | Argentina | 2006-2007 |
| Ferro                     | Argentina | 2008-2009 |
| Atlético Rafaela          | Argentina | 2009-2012 |
| Ferro                     | Argentina | 2012-2013 |
| Ben Hur de Rafaela        | Argentina | 2013      |
| Boca Unidos de Corrientes | Argentina | 2013-2015 |
| Sportivo Belgrano         | Argentina | 2015      |
| Libertad de Sunchales     | Argentina | 2017-2018 |
| Ben Hur de Rafaela        | Argentina | 2018-2021 |

## Estadísticas

### Como entrenador
| Equipo                 | Torneo | Estadísticas | Estadísticas | Estadísticas | Estadísticas | Estadísticas | Estadísticas | Estadísticas | Estadísticas |
| Equipo                 | Torneo | PJ           | G            | E            | P            | GF           | GC           | DG           | EFEECT       |
| ---------------------- | ------ | ------------ | ------------ | ------------ | ------------ | ------------ | ------------ | ------------ | ------------ |
| Ben Hur Argentina      |        |              |              |              |              |              |              |              |              |
| 2004/05                | 34     | 18           | 8            | 8            | 61           | 37           | +24          | 60.78%       |              |
| 2005/06                | 24     | 7            | 7            | 10           | 24           | 26           | -2           | 38.89%       |              |
| Total                  | 58     | 25           | 15           | 18           | 85           | 63           | +22          | 51.72%       |              |
| Unión (SF) Argentina   |        |              |              |              |              |              |              |              |              |
| 2005/06                | 13     | 2            | 9            | 2            | 13           | 13           | 0            | 38.46%       |              |
| 2006/07                | 38     | 15           | 12           | 11           | 45           | 33           | +12          | 50%          |              |
| 2007/08                | 14     | 6            | 3            | 5            | 17           | 16           | +1           | 50%          |              |
| Total                  | 65     | 23           | 24           | 18           | 75           | 62           | +13          | 47.69%       |              |
| Ferro Argentina        |        |              |              |              |              |              |              |              |              |
| 2007/08                | 14     | 6            | 4            | 4            | 12           | 13           | -1           | 52.38%       |              |
| 2008/09                | 38     | 15           | 7            | 16           | 52           | 48           | +4           | 45.61%       |              |
| 2011/12                | 12     | 6            | 2            | 4            | 14           | 11           | +3           | 55.56%       |              |
| 2012/13                | 24     | 6            | 10           | 8            | 19           | 20           | -1           | 38.89%       |              |
| Copa Argentina 2012/13 | 1      | 0            | 1            | 0            | 0            | 0            | 0            | 33.33%       |              |
| Total                  | 89     | 33           | 24           | 32           | 97           | 92           | +5           | 46.07%       |              |
| Atl. Rafaela Argentina |        |              |              |              |              |              |              |              |              |
| 2009/10                | 38     | 18           | 9            | 11           | 53           | 35           | +18          | 55.26%       |              |
| P 2010                 | 2      | 1            | 0            | 1            | 2            | 3            | -1           | 50%          |              |
| 2010/11                | 38     | 23           | 8            | 7            | 65           | 26           | +39          | 67.54%       |              |
| 2011/12                | 26     | 10           | 3            | 13           | 31           | 36           | -5           | 42.31%       |              |
| Copa Argentina 2011/12 | 1      | 0            | 1            | 0            | 0            | 0            | 0            | 33.33%       |              |
| Total                  | 105    | 52           | 21           | 32           | 151          | 100          | +51          | 56.19%       |              |
| Boca Unidos Argentina  |        |              |              |              |              |              |              |              |              |
| 2013/14                | 23     | 9            | 7            | 7            | 25           | 21           | +4           | 49.28%       |              |
| Copa Argentina 2013/14 | 1      | 0            | 1            | 0            | 1            | 1            | 0            | 33.33%       |              |
| 2014                   | 20     | 7            | 6            | 7            | 18           | 20           | -2           | 45%          |              |
| 2015                   | 9      | 2            | 3            | 4            | 7            | 11           | -4           | 33.33%       |              |
| Total                  | 53     | 18           | 17           | 18           | 51           | 53           | -2           | 44.65%       |              |
| Sp. Belgrano Argentina |        |              |              |              |              |              |              |              |              |
| 2015                   | 19     | 5            | 7            | 7            | 14           | 17           | -3           | 38.6%        |              |
| Copa Argentina 2014/15 | 1      | 0            | 0            | 1            | 0            | 2            | -2           | 0%           |              |
| Total                  | 20     | 5            | 7            | 8            | 14           | 19           | -5           | 36.67%       |              |
| Total                  | Total  | 390          | 156          | 108          | 126          | 473          | 389          | +84          | 49.23%       |

## Palmarés

### Como jugador

#### Copas internacionales
| Título              | Club                    | País      | Año  |
| ------------------- | ----------------------- | --------- | ---- |
| Copa Libertadores   | Estudiantes de La Plata | Argentina | 1969 |
| Copa Interamericana | Estudiantes de La Plata | Argentina | 1969 |
| Copa Libertadores   | Estudiantes de La Plata | Argentina | 1970 |

### Como asistente técnico

#### Logros deportivos
| Título                     | Club              | País      | Año  |
| -------------------------- | ----------------- | --------- | ---- |
| Ascenso a Primera División | Unión de Santa Fe | Argentina | 1989 |

### Como entrenador

#### Campeonatos nacionales
| Título             | Club               | País      | Año  |
| ------------------ | ------------------ | --------- | ---- |
| Torneo Argentino A | Ben Hur de Rafaela | Argentina | 2005 |
| Primera B Nacional | Atlético Rafaela   | Argentina | 2011 |

#### Otros logros
| Título                     | Club              | País      | Año  |
| -------------------------- | ----------------- | --------- | ---- |
| Ascenso a Primera División | Unión de Santa Fe | Argentina | 1996 |